# Borowie
Borowie is een dorp in het Poolse woiwodschap Mazovië, in het district Garwoliński. De plaats maakt deel uit van de gemeente Borowie en telt 400 inwoners.